# Abborrtjärnen (Stavnäs socken, Värmland, 659182-131976)
Abborrtjärnen är en sjö i Arvika kommun i Värmland och ingår i Göta älvs huvudavrinningsområde.